# Aedes hakusanensis
Aedes hakusanensis är en tvåvingeart som beskrevs av Yamaguti och Tamaboko 1954. Aedes hakusanensis ingår i släktet Aedes och familjen stickmyggor. Inga underarter finns listade i Catalogue of Life.